# 赵军 (1954年)
赵军（1954年11月—），中华人民共和国政治人物、外交官。
2007年，接替陈永龙担任中华人民共和国驻以色列大使。2011年，由高燕平接任。2012年5月至2016年3月，接替唐国强担任中华人民共和国驻挪威大使。